# Eotrachodon
Eotrachodon — род травоядных орнитоподовых динозавров семейства гадрозавров из верхнего мела Северной Америки. Это один из самых старейших и самый примитивный гадрозаврид, а также единственный известный гадрозаврид из Аппалачей (современный восток Северной Америки) с сохранившимся черепом.
Типовой и единственный вид Eotrachodon orientalis назвали и описали Альберт Прието-Маркес и его коллеги в 2016 году. Родовое имя образовано от греческих слов «eos», что значит «начало», «исток» и «Trachodon», означающее «грубый зуб» (дань уважения первому описанному роду гадрозаврид, долгое время затем считавшемуся nomen dubium). Видовое имя orientalis означает «восточный» по месту обнаружения гадрозаврида — юго-восток Северной Америки.

## История исследования
Голотип MSC 7949 найден в слое формации Mooreville Chalk, который датируют поздним сантоном, около 83 млн лет назад, штат Алабама, США. Голотип включает в себя хорошо сохранившийся, почти полный, частично сочленённый череп и фрагментарный посткраниальный скелет. Череп включает в себя обе предчелюстные и челюстные кости, обе скуловые, частичную правую носовую кость, левую слёзную, левую предлобную, обе лобные, заглазничные и чешуйчатые кости, левую квадратную, частичную мозговую коробку, предзубную кость, обе зубные, надугловые и угловые кости, подъязычную кость и различные челюстные и дентарные зубы. Посткраниальный скелет представлен вторым шейным и несколькими шейными, грудными, крестцовыми и хвостовыми позвонками, частичной левой лобковой костью, частичной левой седалищной, частичной правой большеберцовой костью и двумя фалангами передней конечности. Поперечный гистологический срез большеберцовой кости, а также отсутствие полного срастания нейрокраниума и открытые нейроцентральные швы у шейных и передних спинных позвонков указывают, что особь на момент смерти ещё не достигла скелетной зрелости.
Прието-Маркес с коллегами не дают в своей работе детализированного описания животного. Вместо этого они сосредотачиваются на таких остеологических признаках, которые позволяют выделить новый таксон, значительно углубить знания об анатомии и распространении гадрозавров Аппалачии, сделать выводы о предковой морфологии и времени появления продвинутых циркумнариальных структур гадрозавров, а также установить географическое место происхождения гадрозавридов.

## Описание
Eotrachodon имел длину около 7,6 м.
Eotrachodon характеризуется следующими аутапоморфиями: трёхстороннее циркумнариальное вдавление разделяется в продольном направлении на дорсальную и вентральную ямки, а последняя подразделяется на каудовентральную и слегка надрезанную ростровентральную ямки; дорсальная ямка циркумнариального вдавления над костными ноздрями простирается далее, каудальнее чем каудовентральная ямка; каудодорсальная часть циркумнариального вдавления над костными ноздрями сильно углубляет латеральную поверхность носовой кости в ростральном направлении, но постепенно сглаживается каудально; предчелюстной латеральный отросток круто изогнут вентрально, образуя угол 165 градусов с длинной осью циркумнариального вдавления; подтреугольная суставная поверхность челюстной кости для скуловой ориентирована более латерально, чем дорсально и дорсальный скуловой бугорок отчётливо выступает каудально; сильно искривлённый вниз сагиттальный гребень теменной кости значительно приподнят над височной дугой. В дополнение, Eotrachodon отличается от других гадрозаврид следующими уникальными сочетаниями признаков: тонкий, выраженный оральный край предчелюстной кости (конвергенция с грипозавром, прозавролофом и завролофом); челюстная кость объединяет широкий ростральный отдел; круто наклонённый ростродарсальный край ростровентральной вершины образует угол 45 градусов с ростральным альвеолярным краем; дорсальный отросток располагается каудально на середине длины челюстной кости; большой ростродорсальный край с широкой латеральной сочленовой поверхностью со слёзной костью; короткий (25 % длины челюстной кости) и сильно наклонённый эктоптеригоидный выступ.

## Систематика
На основе кладистического анализа с использованием 273 признаков (189 краниальных и 84 посткраниальных) для 61 таксона (22 гадрозаврина (зауролофина по Прието-Маркесу), 21 ламбеозаврин и 16 внешних по отношению к гадрозавридам таксонов) было получено 4 наиболее экономных дерева. Строгий консенсус этих деревьев помещает Eotrachodon внутри гадрозаврид, как сестринский таксон к зауролофидам (зауролофины (по Прието-Маркесу) + ламбеозаврины):
| Saurolophidae | \| \| Lambeosaurinae \| \| \| \| \| \| Saurolophinae \| \| \| \| |
|               | \| \| Lambeosaurinae \| \| \| \| \| \| Saurolophinae \| \| \| \| |
|               | Eotrachodon                                                      |
|               |                                                                  |
|               | Lambeosaurinae                                                   |
|               |                                                                  |
|               | Saurolophinae                                                    |
|               |                                                                  |

|  | Lambeosaurinae |
|  |                |
|  | Saurolophinae  |
|  |                |

| Saurolophidae | \| \| Lambeosaurinae \| \| \| \| \| \| Saurolophinae \| \| \| \| |
|               | \| \| Lambeosaurinae \| \| \| \| \| \| Saurolophinae \| \| \| \| |
|               | Eotrachodon                                                      |
|               |                                                                  |
|               | Lambeosaurinae                                                   |
|               |                                                                  |
|               | Saurolophinae                                                    |
|               |                                                                  |

|  | Lambeosaurinae |
|  |                |
|  | Saurolophinae  |
|  |                |

## Палеобиогеография

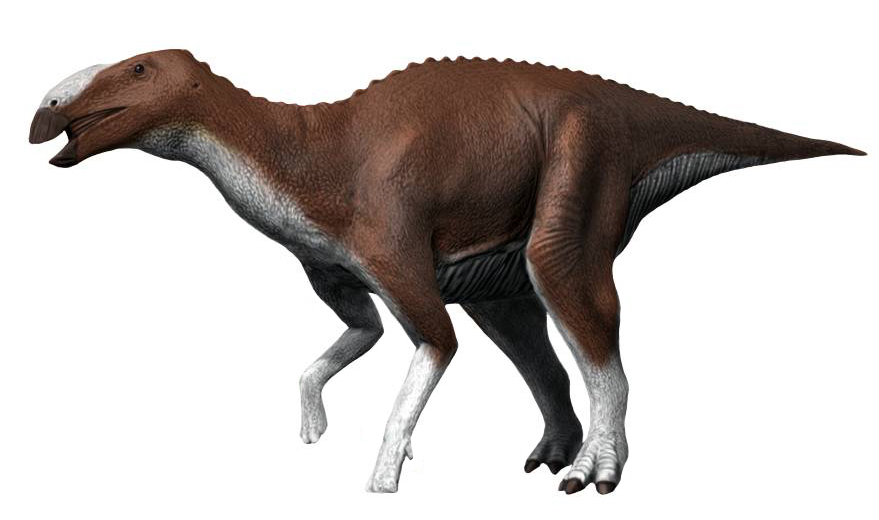
Реконструкция

Азия традиционно рассматривалась, как наиболее вероятное место происхождения гадрозаврид, поскольку морфологически плезиоморфные таксоны, предшествующие радиации гадрозаврид, были впервые обнаружены именно в этом регионе. Тем не менее, последовавшие затем открытия новых внешних к гадрозавридам таксонов на других континентах дали зелёный свет альтернативным гипотезам происхождения гадрозаврид, включавшим Европу и Северную и Южную Америку, как предковые области.
Признание Eotrachodon одним из старейших и самым базальным гадрозавридом, предшественником основной диверсификации клады приводит к пересмотру предковых ареалов гадрозаврид и их главных подклад. Биогеографический анализ, проведённый Прието-Маркесом и коллегами, однозначно выводит Аппалачи, как наиболее вероятную предковую область гадрозаврид. Последний общий предок зауролофид (основная радиация гадрозаврид) был распространён в Ларамидии и Азии. Эта реконструкция предполагает распространение ранних гадрозаврид из Аппалачей в Ларамидию и затем в Азию. Между Ларамидией и Аппалачами около 100 млн лет назад оставалась сухопутная связь (ранний сеноман; следует отметить, что за исключением Eotrachodon все известные докампанские гадрозавроиды Ларамидии находятся вне семейства гадрозаврид; это Eolambia caroljonesa, Protohadros byrdi и Huehuecanauhtlus tiquichensis). Возможно, это был маршрут расселения ранних гадрозаврид, что предсказывает присутствие этих животных в Аппалачах в сеномане. Это допускает наличие призрачной линии в 16 млн лет до конца сеномана — времени появления Eotrachodon. Расселение из Ларамидии в Азию могло осуществиться через Берингов перешеек. Вероятно, это случилось на позднее конца сантона, поскольку старейшие зауролофиды датированы сантонским ярусом.
Наконец, зауролофины и ламбеозаврины возникли путём викарианса в Ларамидии (не позже раннего кампана, поскольку старейшие известные зауролофины Gryposaurus latidens и Acristavus gagslarsoni датируются этим временем) и в Азии (не позже конца сантона, поскольку старейшие известные ламбеозаврины Aralosaurus tuberiferus, Jaxartosaurus aralensis и Kazaklambia convinces датируются этим временем) соответственно. Эти выводы поддерживаются предыдущими гипотезами, которые позиционируют Северную Америку, как предковую область для зауролофин, а Азию для ламбеозаврин.